# Den fulaste flickan i världen
"Den fulaste flickan i världen" är en låt av den svenska popartisten Håkan Hellström, släppt som den andra singeln från albumet Det är så jag säger det den 17 februari 2003. Låten nådde som högst plats 22 på den svenska singellistan. Till skillnad från albumets förra singel, "Kom igen Lena!", innehåller inte den här singeln någon exklusiv b-sida, utan en omgjord version av "Kom igen Lena!" och en liveinspelning av "Gråsparven när hon sjunger".
Det har också gjorts en video till låten, som regisserades av Magnus Rösman 2003. Videon är den första av Hellströms videor som spelades in helt inomhus.

## Låtlista
Alla låtar skrivna av Håkan Hellström, om inte annat anges:
1. "Den fulaste flickan i världen" (Hellström/Björn Olsson)– 3:12
2. "Kom igen Lena!" (Blåser iväg dig-version) – 3:50
3. "Gråsparven när hon sjunger" (live) – 3:02

Livespåret "Gråsparven när hon sjunger", spelades in den 6 december 2002 vid Mejeriet i Lund.

## Listplaceringar
| Lista (2003) | Topplacering |
| ------------ | ------------ |
| Sverige      | 22           |

### Fotnoter
1. ↑  Placeringar på den svenska singellistan